# Chahba
Chahba (en arabe : شهبا / šahbā) est une ville du sud de la Syrie, dans le gouvernorat de Soueïda. Fondation antique, elle prend le nom de Philippopolis au milieu du IIIe siècle.

## Historique
Le nom de la ville remonte à l'Antiquité (Ier ou IIe siècle de notre ère). Au milieu du IIIe siècle elle est renommée Philippopolis et promue colonie romaine par l'empereur Philippe l'Arabe (r. 244-249) qui était lui-même originaire de la région. 
À cette occasion, elle fut rebâtie en forme de camp romain (plan rectangulaire, deux rues principales se croisant à angle droit) et reçut une importante parure monumentale, tout en basalte : un rempart, un théâtre, un aqueduc avec des thermes, des temples dont un philippeion consacré à la famille de l'empereur.
De nombreux vestiges antiques, dont le théâtre, étaient visibles sur le site en 1991.